# Petit Déjeuner avec la mort
Pour plus de détails, voir Fiche technique et Distribution.
Petit Déjeuner avec la mort (Frühstück mit dem Tod) est un film de procès germano-autrichien réalisé par Franz Antel, sorti en 1964.
Il s'agit de l'adaptation du roman Homicidal Lady de Day Keene.

## Synopsis
Le récit se déroule dans la ville fictive américaine de Newtonville dans les années 1960. 
Le procureur Dean Ted Talbot est marié à l'avocate Jane Painter-Talbot, les deux sont en concurrence durant leur dernière affaire. 
Talbot est convaincu de la culpabilité de l'accusé James Conley, accusé d'un vol dans une banque qui a fini par un meurtre. Son plaidoyer en faveur de la peine maximale aboutit à la condamnation à mort de l'accusé. Il refuse la demande urgente de Beth Conley, l'épouse, de retarder l'exécution du jugement, au motif qu'il n'y a aucun élément contradictoire. 
Dès que la peine est exécutée, le procureur prend connaissance d'une confession écrite laissée par un suicidé qui s'accuse du crime. Talbot est horrifié, il ne peut pas croire qu'il a pris une mauvaise décision. Il tente de se rattraper auprès de la veuve Conley et lui offre un soutien financier. Mais l'attrayante blonde rejette avec colère la proposition du procureur.
Le mariage des Talbot souffre beaucoup de la décision erronée du procureur et Jane Painter-Talbot, qui fut l'avocate de Conley, demande le divorce. Le procureur voit sa situation professionnelle et personnelle aller de mal en pis, une série d'événements particuliers entourant sa personne conduit Talbot à être contraint de démissionner. 
Son successeur sera l'adjoint Hall Young et il ne semble pas moins implacable dans son administration, pas même envers Talbot. La corde se resserre de plus en plus autour du cou de Ted Talbot ; il est même soupçonné d'avoir tué la veuve Conley, après qu'on l'a retrouvé avec son corps dans les bras devant la porte. Talbot, qui est maintenant soupçonné de meurtre, s'enfuit et se cache, le lieutenant de police Keller à ses trousses. Seule la jeune Vickie Paul, qui lui est redevable, est à ses côtés, car elle croit fermement en son innocence. 
Vickie suggère à Talbot qu'il est tombé dans un réseau d'intrigues sophistiquées. Il doit jouer des poings pour découvrir la vérité. Le propriétaire du motel Larry semble impliqué. Talbot et Vickie le cernent. Vickie est touchée par une balle et Talbot est également touché. Bientôt, sa femme, Jane, se présente comme étant à l'origine de la machination, sa motivation : une ambition aveugle.

## Fiche technique
- Titre français : Petit Déjeuner avec la mort[1]
- Titre original : Frühstück mit dem Tod
- Réalisation : Franz Antel
- Scénario : Rolf Kalmuczak sous le pseudonyme de Thomas Alden
- Musique : Gert Wilden
- Photographie : Werner M. Lenz (de)
- Son : Gunther Kortwich
- Montage : Wolfgang Wehrum (de)
- Production : Gero Wecker
- Sociétés de production : Wiener Stadthalle, Team-Film
- Pays d'origine :  Allemagne de l'Ouest,  Autriche
- Langue : allemand
- Format : Noir et blanc - 1,37:1 - Mono - 35 mm
- Genre : Thriller
- Durée : 84 minutes
- Dates de sortie :
  -  Allemagne de l'Ouest : 5 juin 1964.
  -  France : 14 janvier 1966[1].

## Distribution
- Wolfgang Preiss : Le procureur Ted Talbot
- Sonja Ziemann : L'avocate Jane Painter-Talbot, son épouse
- Robert Graf : Hall Young, le procureur adjoint
- Loni von Friedl : Vickie Paul
- Ivan Desny : Luke Adama, propriétaire de boîte de nuit
- Dieter Eppler : Le lieutenant de police Keller
- Dominique Boschero : Beth Conley
- Chris Howland : Tom, propriétaire de bar
- Stanislav Ledinek : Larry, propriétaire de motel
- Adi Berber : Ernie, le garde du corps d'Adama
- Marlene Rahn (de) : La danseuse du bar
- Kurt Nachmann : Dr Nelson, le médecin légiste
- Arno Paulsen : Le juge
- Peter Fritsch : Le reporter
- Suzanne Roquette : La secrétaire

## Source de traduction
- (de) Cet article est partiellement ou en totalité issu de l’article de Wikipédia en allemand intitulé « Frühstück mit dem Tod » (voir la liste des auteurs).